# WNYC
WNYC es una sigla compartida por dos radioemisoras públicas, sin fines de lucro, ubicadas en Nueva York.
WNYC (AM) transmite en la banda AM en 820 kHz, y WNYC-FM en 93.9 MHz. Ambas estaciones son miembros de NPR y emiten programas de noticias y conversación distintos, aunque similares. Las emisoras son conocidas por su programación informativa y cultural, la cual es sindicalizada a nivel nacional, y sus transmisiones de radio por Internet. WNYC alcanza más de un millón de oyentes cada semana y posee la mayor audiencia para un radio pública en los Estados Unidos.
Las estaciones de WNYC son copropiedad con la emisora de música clásica WQXR-FM (105.9 MHz), y las tres transmiten desde estudios y oficinas en la sección TriBeCa de Manhattan. El transmisor AM de WNYC está ubicado en Kearny, Nueva Jersey, y el transmisor de WNYC-FM está en el Edificio Empire State en Nueva York.
WNYC también posee y opera New Jersey Public Radio, un grupo de cuatro estaciones FM no comerciales del norte de Nueva Jersey adquiridas por WNYC el 1 de julio de 2011.

## Historia

### Primeros años
WNYC es una de las radioemisoras más antiguas de los Estados Unidos. Los fondos para la creación de la estación fueron aprobados el 2 de junio de 1922. WNYC hizo su primera transmisión oficial dos años después, el 8 de julio de 1924, en la frecuencia 570 AM con un transmisor de segunda mano enviado desde Brasil. Con el inicio de las operaciones de WNYC, la Ciudad de Nueva York se convirtió en una de las primeras municipalidades estadounidenses en estar directamente involucrada en radiodifusión.
En 1928 WNYC se vio obligado a un acuerdo de tiempo compartido en el 570 AM con WMCA, otra radioemisora pionera en Nueva York. Esta situación duró hasta 1931, cuando la Comisión Federal de Radio (precursora de la actual FCC) trasladó a WNYC al 810 AM. Dicho traslado no ayudó a WNYC desde el punto de vista operativo, ya que ahora compartía su frecuencia con una estación más poderosa: WCCO en Mineápolis, más de 1.200 millas al oeste. WNYC ahora estaba limitada a operar sólo de día, transmitiendo desde el amanecer hasta la puesta del sol.

### Gran Depresión y Segunda Guerra Mundial

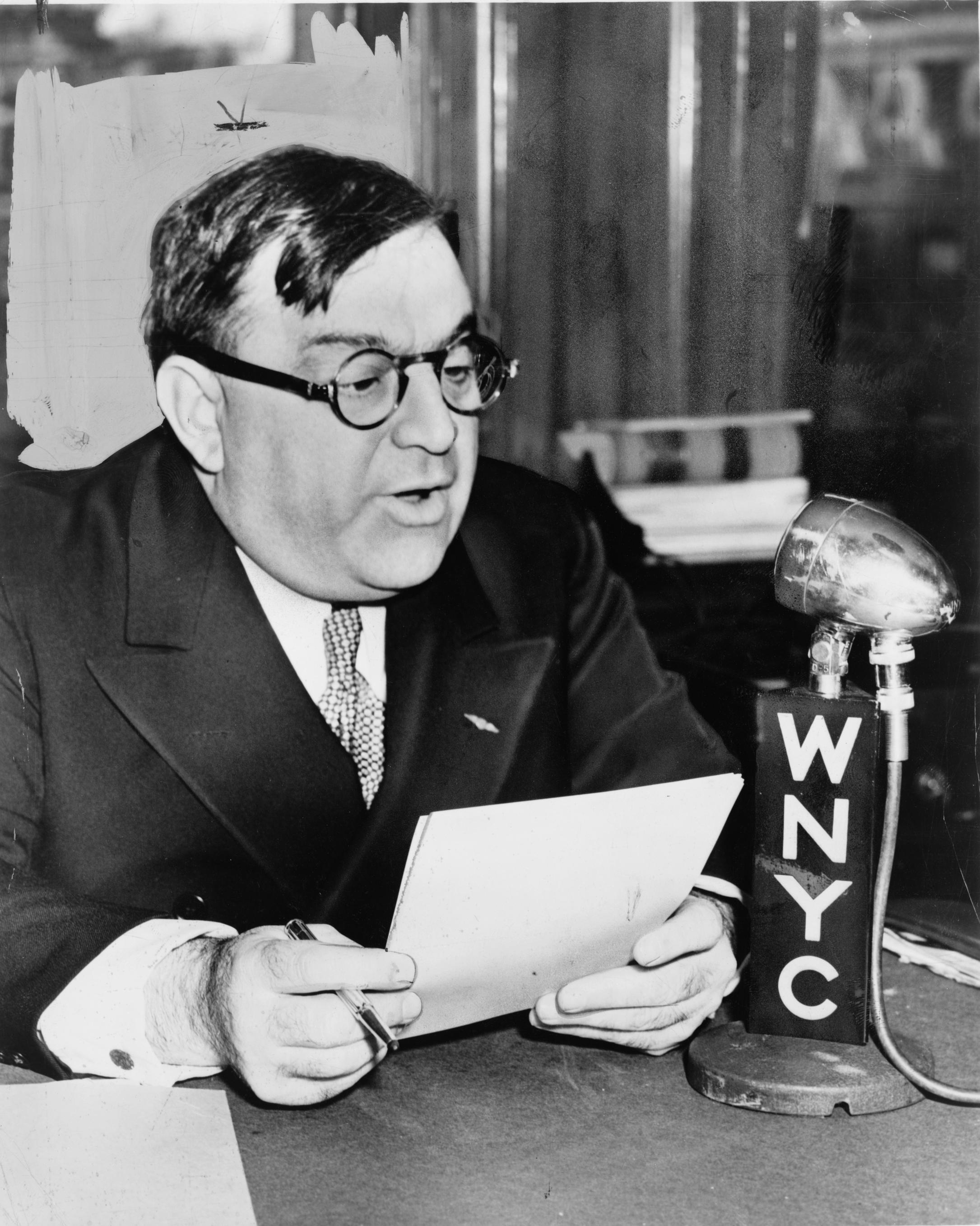
El alcalde Fiorello H. La Guardia en su programa Talk to the People en WNYC.

El transmisor de WNYC fue trasladado en 1937 desde la cima del Municipal Building a un terreno perteneciente a la Ciudad en 10 Kent Street en Greenpoint (Brooklyn), como parte del proyecto Works Progress Administration. En 1938 el Municipal Broadcasting System (Sistema de Radiodifusión Municipal) fue creado por la Ciudad de Nueva York para operar la emisora. En sus primeros 14 años, WNYC había sido operada por el Comisionado de la Ciudad de Nueva York para Puentes, Plantas y Estructuras. Ahora, bajo una agencia dedicada especialmente a su función y con el liderazgo del nuevo director Morris S. Novik, designado por el alcalde LaGuardia, WNYC se convirtió en un modelo de radiodifusión pública. Entre sus programas emblemáticos se encontraba el American Music Festival, realizado anualmente.
En 1941, WNYC fue traslado de posición en el dial por segunda vez, a los 830 kHz. WCCO también fue trasladado a la misma ubicación y se le otorgó protección contra interferencias (clase A), por lo que WNYC se mantuvo como una estación sólo diurna y de 1000 watts de potencia durante los siguientes 48 años. Ese mismo año, el 7 de diciembre WNYC fue la primera radioemisora en Estados Unidos en anunciar el ataque japonés sobre Pearl Harbor.
Después del ingreso de Estados Unidos a la Segunda Guerra Mundial, el alcalde de Nueva York Fiorello H. La Guardia hizo uso de la emisora cada domingo en su programa Talk to the People.
WNYC inició sus transmisiones regulares en la banda FM el 13 de marzo de 1943 en 43.9 megaciclos. Conocida originalmente como W39NY, la estación en FM adoptó su actual identidad como WNYC-FM y su actual posición en el dial (93.9) a los pocos años de operación.
En 1989 WNYC (AM) se trasladó desde 830 kHz a 820 kHz, iniciando operaciones de manera ininterrumpida, e incrementó su potencia diurna a 10.000 watts mientras mantenía los 1000 watts en la noche, para proteger a WBAP en Fort Worth, Texas, que está mucho más lejos de Nueva York que Mineápolis. Los transmisores en Brooklyn cesaron operaciones, y la transmisión en AM se trasladó a Kearny, Nueva Jersey, compartiendo espacio con tres torres de WMCA.

### Independencia de la Ciudad

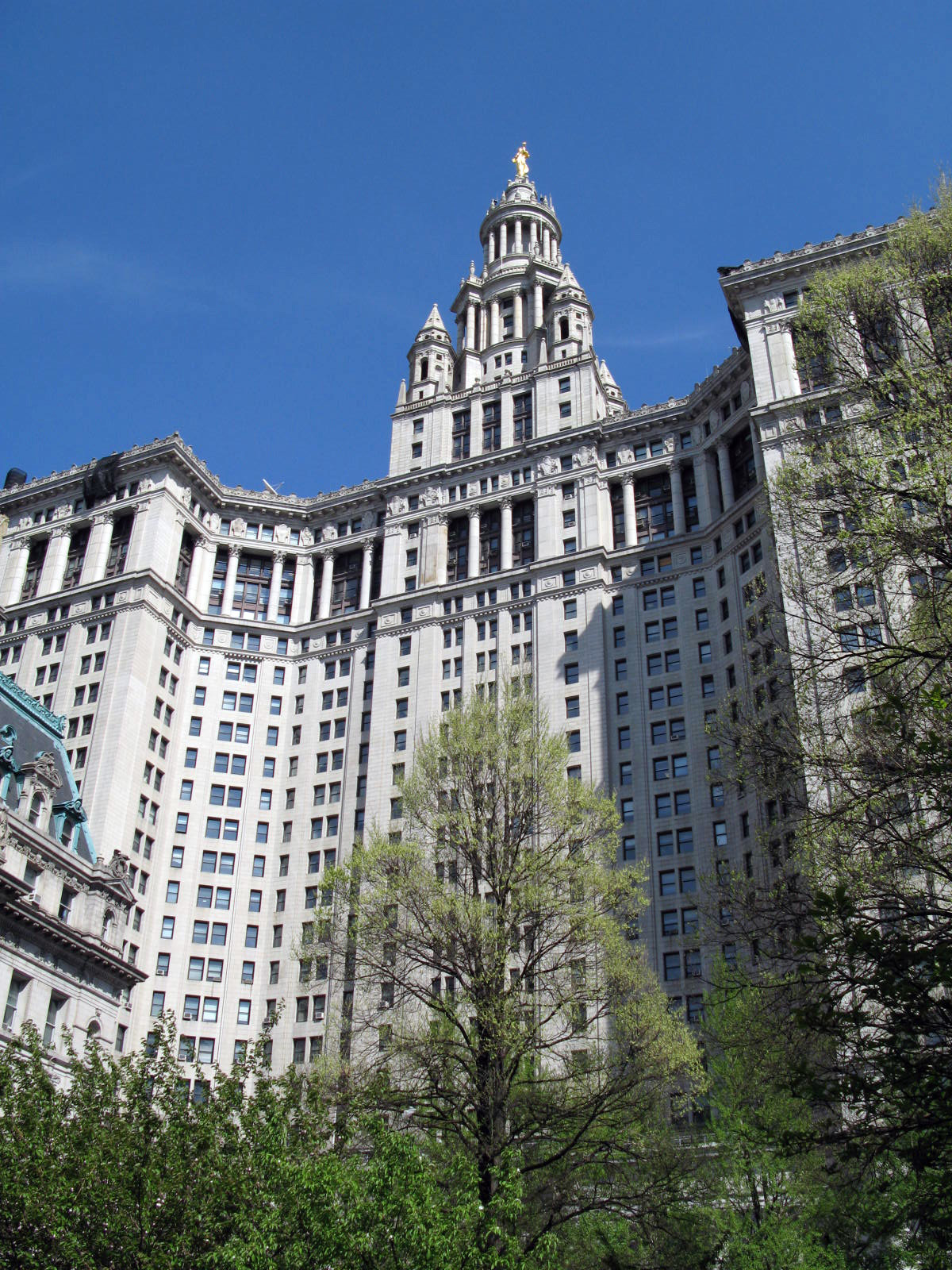
Municipal Building de Manhattan, sede de WNYC desde 1922 hasta 2008.

El hecho de que la emisora perteneciera a la Ciudad significaba que ocasionalmente formaba parte de los intereses de varios alcaldes. Como parte de una campaña contra la prostitución en 1979, el alcalde Ed Koch intentó usar WNYC para transmitir los nombres de los hombres arrestados por ser clientes de prostitutas. Los locutores amenazaron con una huelga y la administración de la estación se negó a la idea del alcalde; luego de una transmisión la idea fue abandonada.
En 1995, el alcalde Rudolph Giuliani separó a WNYC Radio de su televisora hermana, y surgió el temor de que las radioemisoras fueran vendidas a los intereses corporativos. En 1997 la emisora fue salvada de la venta por la Fundación WNYC, una organización sin fines de lucro. Esto significó el fin de las intromisiones políticas que ocurrían en el pasado. La audiencia y el presupuesto de WNYC continuaron creciendo rápidamente en los últimos años.
Los ataques terroristas del 11 de septiembre de 2001 destruyeron el transmisor de FM de WNYC en la cima del World Trade Center. Los estudios de la emisora, en las cercanías del Municipal Building, tuvieron que ser evacuados y el personal de la radio no pudo volver a sus oficinas durante tres semanas. La señal FM estuvo fuera del aire por un tiempo. Mientras tanto, WNYC temporalmente trasladó sus oficinas a los estudios de la sede neoyorquina de la National Public Radio en el centro de Manhattan, desde donde produjo su programación de AM a través de la planta emisora de Kearny, Nueva Jersey, gracias a un enlace por Internet. La estación posteriormente retomó sus transmisiones desde el Municipal Building.

### Traslado a nuevos estudios

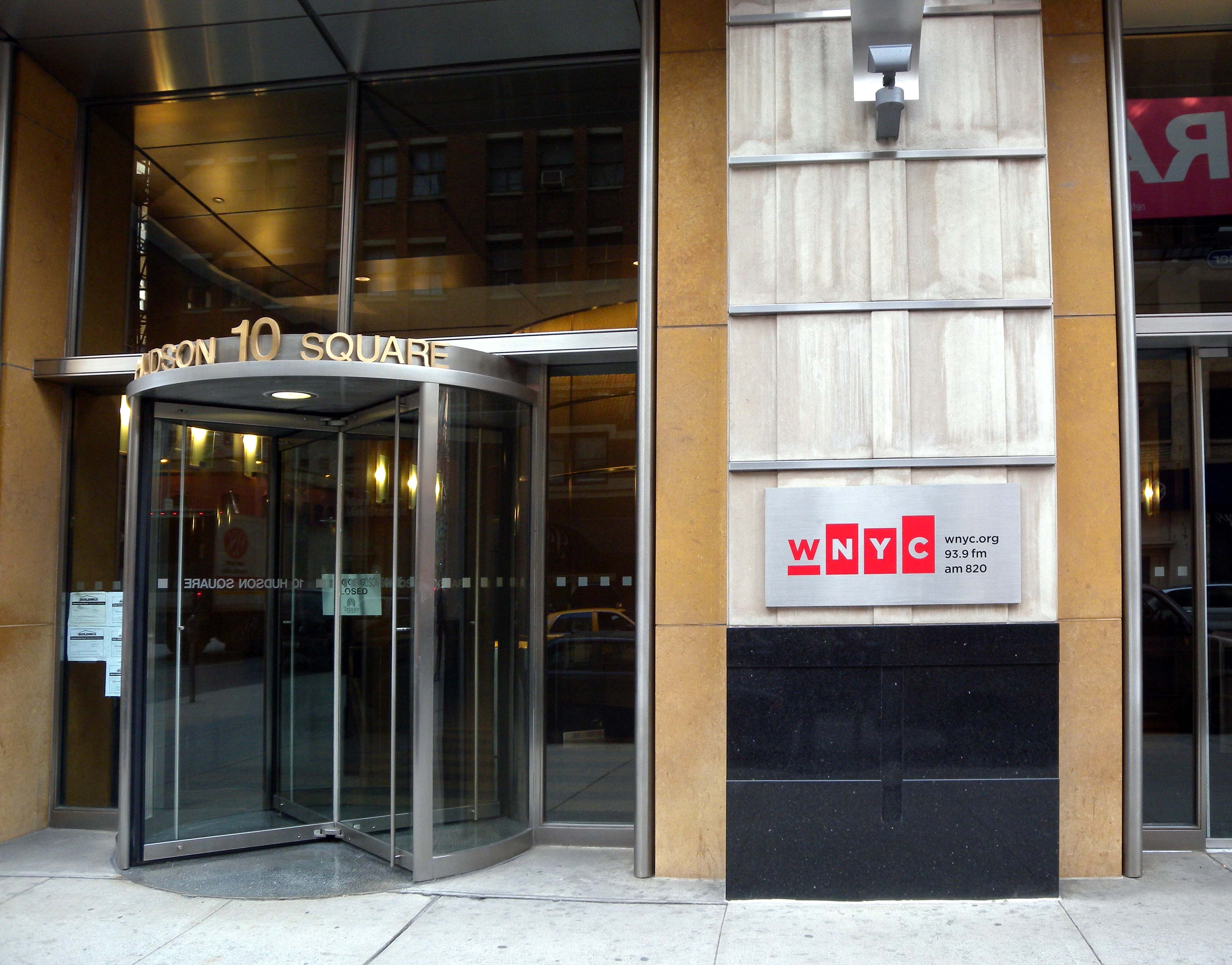
Entrada a los actuales estudios de WNYC en Varick Street.

El 16 de junio de 2008, WNYC se trasladó desde sus oficinas de 4.780 m² repartidas en ocho pisos del Municipal Building de Manhattan a una nueva locación en 160 Varick Street (también conocido como 10 Hudson Square) cerca del Túnel Holland. La estación ahora ocupa dos pisos y medio de un antiguo edificio de imprenta de 12 plantas.
Las nuevas oficinas tienen 4 metros de altura y 6.680 m² de espacio. El número de estudios y cabinas de grabación se duplicó a 31. Existe un nuevo estudio a nivel de la calle, con 140 asientos, adecuado para transmisiones en vivo, conciertos y foros públicos y una expansión de la sala de prensa para una capacidad de más de 40 periodistas. En el Municipal Building, los periodistas no estaban en una sola sala de prensa, sino que repartidos en varias oficinas en todo el edificio.

### Adquisición de WQXR
El 8 de octubre de 2009, WNYC tomó el control de la emisora de música clásica WQXR-FM. La propiedad intelectual de la emisora (sigla y formato) fue adquirida por The New York Times Company como parte de una transacción con Univisión Radio. WNYC también adquirió la frecuencia 105.9 FM, que era de la emisora de Univisión WCAA (ahora WXNY-FM), y trasladó a WQXR-FM a esa ubicación. El acuerdo resultó en que WQXR se convirtió en una estación educativa no comercial, y WNYC-FM eliminó su programación de música clásica para convertirse en una estación dedicada exclusivamente a noticias y conversación.

### Expansión a Nueva Jersey
El 6 de junio de 2011, la Autoridad de Radiodifusión de Nueva Jersey acordó vender cuatro emisoras FM del norte de Nueva Jersey a New York Public Radio. La transacción fue anunciada por el gobernador Chris Christie, como parte de su meta a largo plazo de terminar la radiodifusión pública subsidiada por el Estado. Las cuatro estaciones anteriormente pertenecían al servicio de radio estatal de New Jersey Network. Después de tomar control de las cuatro estaciones el 1 de julio de 2011, fueron renombradas como New Jersey Public Radio.

## Programación
WNYC produce 100 horas semanales de programación propia, incluyendo programas sindicalizados a nivel nacional como Studio 360, On the Media y Radiolab, así como también noticias locales y programas de entrevistas como The Leonard Lopate Show, Soundcheck y The Brian Lehrer Show. La programación completa es transmitida a través de Internet (así como también varios programas son emitidos por XM Satellite Radio), resultando en que la emisora recibe llamados de oyentes de otros estados e incluso posee audiencia internacional.
WNYC-FM ofrece un formato diverso de programas culturales y noticias de NPR, mientras que WNYC-AM se enfoca principalmente en programación informativa. El equipo local de la emisora es de 18 periodistas.
En 2006 la estación inició las operaciones de wnyc2, un canal de música clásica que transmite en HD Radio e Internet. Su eslogan es "Five hundred years of new music" (Quinientos años de música nueva), y la mayoría de su repertorio proviene de fines del siglo XX y del siglo XXI. Los canales AM y FM entregan principalmente noticias y programación informativa los días de semana pero mantienen diferentes programaciones. La señal FM transmite programación musical después de las 7 p. m.. Eliminó gran parte de su programación diaria de música clásica en 2001, después de varias asesorías y el ejemplo de otras radioemisoras públicas como por ejemplo WHYY de Filadelfia.